# 迪德·德赫罗特
迪德·德赫罗特（Diede de Groot，1996年12月19日—），荷兰女子轮椅网球运动员，现单打和双打世界第一。
德赫罗特是29次网球大满贯冠军，赢得了15次单打和14个双打冠军。2021年，她获得了网球史第一个年度超级大满贯，也就是在这一年赢得了所有四大满贯的单打冠军、残奥会金牌和轮椅网球大师赛女子单打冠军的惊人记录。 德赫罗特还在2019年与同伴阿妮克·范库特一起完成了年度双打大满贯。除了大赛冠军，德赫罗特还在2016年至2018年期间赢得了多个轮椅网球大师赛的单打和双打冠军，并在2020年东京残奥会上获得了单打和双打两个项目的金牌。她是荷兰轮椅网球队的一员，荷兰队在2011年至2019年期间八次赢得轮椅网球团体世界杯（World Team Cup）。

## 职业生涯
德赫罗特出生时腿长不相等，7岁时开始了她的轮椅网球生涯。2009年，她作为一个青少年选手开始参加ITF轮椅网球巡回赛。在ITF巡回赛期间，德赫罗特在2013年赢得了克鲁伊夫基金会青少年轮椅网球大师赛单打和双打冠军。第二年，她获得了2014年青少年轮椅网球大师赛双打冠军。
德赫罗特在首次大满贯亮相是在2017年澳大利亚网球公开赛上。在澳大利亚网球公开赛和2017年法国网球公开赛进入四分之一决赛后，德赫罗特在2017年温布尔登网球锦标赛上赢得了她的第一个大满贯冠军，并闯进了2017年美国网球公开赛的决赛。
2018年初，她赢得了2018年澳大利亚网球公开赛冠军，并出现在2018年法国网球公开赛决赛中。2018年剩下的大满贯赛事中，德赫罗特赢得了2018年温布尔登网球锦标赛女单冠军，并在2018年美国网球公开赛上获得了她的首个美网单打冠军。
2019年，德赫罗特在2019年澳大利亚网球公开赛单打比赛中再次获得澳网冠军。在2019年法国网球公开赛上，德赫罗特赢得了她的第一个法网单打冠军，完成了她的职业生涯大满贯。这个法网冠军也使德赫罗特成为第一位完成跨年大满贯的轮椅网球运动员（也就是连续赢得所有四项大满贯单打赛事，但不是在同一赛季）。在2019年温布尔登网球锦标赛上，德赫罗特在决赛中被阿妮克·范库特击败，结束了她单打连胜记录。
在双打比赛中，德赫罗特是2017年澳大利亚、法国和温布尔登锦标赛的亚军。 在2017年美国网球公开赛上获得首个双打冠军后，却在2018年澳大利亚网球公开赛上失利，并在2018年法国网球公开赛上获得双打冠军。德赫罗特在2018年7月的温布尔登网球锦标赛上成为首位获得女单和女双冠军的轮椅网球运动员。在2018年的美国网球公开赛上，她与上地结衣一起赢得了她的第二个美网双打冠军。在2019年澳大利亚网球公开赛上，德赫罗特与阿妮克·范库特一起赢得了她的第一个澳大利亚网球公开赛双打冠军，接下来的大满贯赛事中，两人赢得了2019年法网和温网双打冠军。
在大满贯赛事之外，德赫罗特还参加了2016年夏季残奥会的单打和双打比赛。德赫罗特没有在单打中获得奖牌，但她在女子双打中获得了银牌。在轮椅网球大师赛中，德赫罗特赢得了2017年和2018年轮椅网球大师赛女单冠军。在双打比赛中，她赢得了2016年和2017年轮椅大师赛双打冠军。从2011年到2019年，她还连续参加了法国巴黎银行轮椅网球团体世界杯。在2011年的世界团体杯上，德赫罗特以青少年球员的身份参加了比赛。
德赫罗特还参加了2020年夏季残奥会，赢得了单打和双打金牌。

### 2021年：超级大满贯
2021年，德赫罗特赢得了“金满贯”，赢得了澳大利亚网球公开赛、法国网球公开赛、温布尔登网球公开赛、美国网球公开赛的单打冠军，以及2020年夏季残奥会的单打金牌。她是这项运动历史上第一位实现这一壮举的职业轮椅网球运动员。她也是仅有的三名职业网球运动员之一，也是自1988年的施特菲·格拉夫以来首位完成这一壮举的运动员。

## 奖项和荣誉
2018年，德赫罗特被评为ITF女子轮椅网球世界冠军。第二年，她被提名为2019年劳伦斯世界体育奖年度残疾运动员。

## 大满贯表现
指引：
| W | F | SF | QF | #R | RR | LQ (Q#) | A | P | Z# | PO | SF-B | F-S | G | NMS | NH | NQ |

W：冠軍；F：亞軍；SF：四強；QF：八強；#R：前四輪；RR：小組賽；LQ：止步資格賽；A：缺席；P：比赛延期；Z#：戴维斯杯/联合会杯组别赛（#表示级别）；PO：參與戴維斯盃/联合会杯附加赛；SF-B：奧運會銅牌；F-S：奧運會銀牌；G：奧運會金牌；NMS：非ATP1000大師賽系列；NH：該賽事本年度未舉行；NQ：未入圍。

### 轮椅网球单打
| 大满贯赛事         |    |   |   |    |   |   |   |       |     |
| 澳大利亚网球公开赛 | QF | W | W | QF | W | W | W | 5 / 7 | 71% |
| 法国网球公开赛     | QF | F | W | SF | W | W | W | 4 / 7 | 57% |
| 温布尔登网球锦标赛 | W  | W | F | NH | W | W |   | 4 / 5 | 80% |
| 美国网球公开赛     | F  | W | W | W  | W | W |   | 5 / 6 | 83% |

### 轮椅网球双打
| 大满贯             |    |   |   |    |    |   |   |       |     |
| 澳大利亚网球公开赛 | F  | F | W | F  | W  | W | W | 4 / 7 | 57% |
| 法国网球公开赛     | SF | W | W | W  | W  | W | F | 5 / 7 | 71% |
| 温布尔登网球锦标赛 | F  | W | W | NH | SF | F |   | 2 / 5 | 40% |
| 美国网球公开赛     | W  | W | W | F  | W  | W |   | 5 / 6 | 83% |